# Убиство Роџера Акројда
Убиство Роџера Акројда је детективски роман британске списатељице Агате Кристи објављен први пут у јуну 1926. године у Великој Британији од стране издавачке куће "Вилијам Колинс и синови", а у Сједињеним Државама од стране издавачке куће " Dodd, Mead and Company". Ово је трећи роман у коме је Херкул Поаро представљен као главни детектив.
Поаро се повлачи у село у близини куће пријатеља Роџера Акројда да би наставио пројекат усавршавања тиквица. Убрзо након тога, Акројд је убијен, а Поаро мора да изађе из пензије да би решио случај.
Роман је био добро прихваћен после првог објављивања. Британско удружење писаца злочина прогласило га је 2013. најбољим крими романом икада. Роман је један од најпознатијих Кристијеве и најконтроверзнијих, а његов изумљени завршетак има значајан утицај на жанр. Хауард Хекрафт га је уврстио на свој списак најутицајнијих крими романа икада написаних. Кратак животопис Кристијеве који је укључен у штампу њених књига 21. века у Великој Британији назива га њеним ремек-делом.

## Радња
У Краљевом конаку богата удовица госпођа Ферарс неочекивано је починила самоубиство што је узнемирило њеног вереника удовца Роџера Акројда. На вечери те вечери у Акројдовом дому Фернли Парку, међу његовим гостима су његова снаја, супруга његовог брата Сесила и њена ћерка Флора, ловац на велике дивљачи Мајор Блант, Акројдов лични тајник Џефри Рејмонд и др. Џејмс Шепард, којег је Акројд раније позвао тог дана. Током вечере, Флора најављује веридбу са Акројдовим посинком Ралфом Пејтоном. После вечере, Акројд открива Шепарду у својој радној соби да му се госпођа Ферарс поверила да је уцењују због убиства њеног мужа. Затим тражи да Шепард оде, желећи да прочита писмо госпође Ферарс које стигло поштом у коме се налази њена опроштајна порука. Када се вратио кући, Шепард прима позив и поново одлази за Фернли Парк након што је обавестио своју сестру да је Паркер, Акројдов батлер, пронашао Акројда убијеног. Али када је Шепард стигао у Фернли Парк, Паркер пориче да је упутио такав позив. Ипак, он, Шепард, Рејмонд и Блант су пронашли Акројда мртвог у његовој радној соби избоденог ножем из његове збирке оружја.
Херкул Поаро, који живи у селу, излази из пензије на Флорин захтев. Она не верује да је Пејтон убио Акројда, упркос томе што је он нестао, а полиција пронашла његове отиске стопала на прозору радне собе. Поаро сазнаје неколико важних чињеница о случају: сви у домаћинству, осим послужитељке Урсуле Борне, имају покрића за убиство; док су Рејмонд и Блант чули Акројда како разговара с неким након што је Шепард отишао, Флора га је последња видела те вечери; Шепард је на путу кући, пред вратима Фернли Парка, срео неког странца. Акројд је примио продавца диктафона неколико дана раније. Паркер се сетио да је видео столицу која је била у чудном положају у радној соби када је тело пронађено, а која је после била враћена у првобитни положај. Писмо госпође Ферарс нестало је после убиства. Поаро је питао Шепарда за тачно време када је срео тог незнанца. Касније у летњиковцу проналази гушчије перо и парче уштиркане тканине, а у дворишту прстен са натписом „Од Р“.
Рејмонд и госпођа Акројд касније откривају да су дужни, али Акројдова смрт ће то решити онако како су се надали преко његове опоруке. Флора признаје да уопштеа није видела свог стрица после вечере. Узимала је новац из његове спаваће собе. Њено откриће баца сумњу на сва покрића и оставља Рејмонда и Бланта као последње људе који су чули Акројда живог. Блант открива да је потајно заљубљен у Флору. Поаро сазива други састанак, додајући батлера Паркера, домаћицу госпођицу Расел и Ралфа Пејтон ког је пронашао. Открива да је гушчје перо држач хероина који припада ванбрачном сину госпођице Расел, странцу којег је Шепард срео у ноћи убиства. Такође обавештава све да се Урсула тајно удала за Пејтона јер је прстен који је пронашао био њен. Она га је бацила када ју је Пејтон казнио јер је обавестила његовог очуха о томе што је довело до престанка њеног радног односа. Поаро потом наставља да обавештава све да зна идентитет убице што је потврђено телеграмом примљеним током састанка. Не открива име. Уместо тога издаје упозорење убици. Кад је Поаро остао сам са Шепардом, он открива да зна да је он Акројдов убица.
Шепард је био уцењивач госпође Ферарс и убио је Акројда да би га спречио да то обелодани. Сумњао је да ће се у опроштајном писму помињати ова чињеница па га је узео након убиства. Затим је искористио диктафон који је Акројд имао како би учинио да изгледа као да је Акројд још увек жив кад је он отишао па се вратио назад до прозора радне собе да би оставио Пејтонове отиске стопала. Поаро је приметио недоследност у времену које је поменуо у вези сусрета на капији. Како је желео да буде на месту догађаја када је пронађено Акројдово тело па је раније тог дана замолио једног болесника да га позове неко време након убиства како би имао изговор за повратак у Фернли Парк. Поароов телеграм је то потврдио. Када никога није било у радној соби, Шепард је уклонио диктафон и вратио столицу која га је скривала од погледа на првобитно место. Поаро је рекао Шепарду да ће све ове податке пријавити полицији ујутру. Др. Шепард је наставио да пише свој дневник о Поароовој истрази (сам роман), признајући своју кривицу и желећи да је његов дневник Поароов неуспех да реши Акројдово убиство. Епилог романа послужио је као његова опроштајна порука.

## Ликови
- Херкул Поаро - повукао се из посла приватног детектива, али наставља своје занимање када је затражено да помогне у истрази. Он је пријатељ жртве.
- Др. Џејмс Шепард - месни лекар, Поароов помоћник у истрази и приповедач романа.
- Инспектор Дејвис - месни инспектор Краљевог конака и истражно лице.
- Инспектор Реглан - Полицијски инспектор из оближњег већег града Кранчестера.
- Пуковник Мелроуз - начелник округа.
- Роџер Акројд - жртва случаја. Богати предузетник и удовац који је узнемирен недавном смрћу жене којом је желео да се ожени, госпође Ферарс.
- Госпођа Ферарс - удовица за коју се причало да је отровала свог супруга Ешлија, подлог пијанца. Починила самоубиство на почетку романа.
- Госпођа Акројд - удовица Роџеровог брата Сесила. Она и њена ћерка живе у Фернли Парку последње две године и финансијски зависе од Роџера.
- Флора Акројд - Акројдова братаница и Сесилова ћерка. Тражи Поароову помоћ да истражи убиство њеног стрица. Верила се за Ралфа на захтев стрица, несвесна да се њен вереник већ оженио Урсулом Борне.
- Капетан Ралф Пејтон - Акројдов посинак из претходног брака његове покојне жене. Назива га понекад својим „усвојеним“ сином. Тајно ожењен Урсулом Борне и главни осумњичен полиције за убиство.
- Мајор Хектор Блант - Акројдов пријатељ, ловац на крупну дивљач, гост домаћинства. Потајно је заљубљен у Флору. Присутан када је тело пронађено.
- Џефри Рејмонд - Акројдов тајник, млад и енергичан човек у свом занимању. Присутан када је пронађено тело његовог послодавца.
- Џон Паркер - Акројдов батлер. Тврди да није позвао Шепарда у Фернли Парк, у ноћи Акројдовог убиства. Присутан када је тело пронађено.
- Елизабет Расел - Акројдова домаћица. Привлачна жена за своје године.
- Урсула Борн - Акројдова собарица. Дама из племства присиљена у служби због сиромаштва. Тајно удата за Ралфа и отпуштена кад је о томе рекла Акројду.
- Чарлс Кент - ванбрачни син Раселове. Зависник од дроге недавно стигао из Канаде. Шепард га среће на вратима Фернли Парка у ноћи убиства.
- Керолајн Шепард - старија сестра др. Шепарда. Она има запажен дар да буде обавештена о свим радњама у селу.
- Госпођа Фолиот - Урсулина старија сестра, али је прикрила ову чињеницу пружајући јој препоруке да постане Акројдова собарица.
- Господин Хамонд - Акројдов заступник.
- Бродски послужитељ - Непознати болесник др. Шепарда изван града. Касније се установило да му је телефонирао са месне железничке станице што Поаро потврђује телеграмом примљеним са њиховог брода.

## Приповедање и грађа
Књига је смештена у измишљено село Краљев конак у Енглеској. Приповеда је др. Џејмс Шепард који постаје Поароов помоћник уместо капетана Хејстингса који се оженио и настанио у Аргентини. Роман укључује неочекивани расплет у последњем поглављу у ком др. Шепард открива да је био непоуздан приповедач и користио књижевне технике да прикрије своју кривицу не написавши ништа неистинито (нпр. „Урадио сам оно мало што је требало да се уради“ у тренутку када је сакрио диктафон и померио столицу).

## Књижевни значај и пријем
Преглед у часопису Књижевно време је започео овако: „Ово је добро написана детективска прича чија би једина критика можда могла бити превише знатижељних догађаја који нису стварно повезани са злочином, а који морају бити расветљени пре него што прави злочинац буде откривен“. Преглед је закључен следећим речима: "Све је то врло загонетно, али велики Херкул Поаро, белгијски детектив у пензији, разрешава загонетку. Сигурно се може тврдити да ће то учинити врло мали број читалаца."
Дуг осврт у часопису Књижевни преглед Њујорка, делимично прочитан је:
Несумњиво је да су многе детективске приче узбудљивије и свежије од књиге Убиство Роџера Акројда, али овај рецензент је недавно прочитао врло мало оних које пружају већу аналитичку стимулацију. Ова прича, иако им је у најбољем случају немоћна, она је по обичају Поароових аналитичких и прича Шерлока Холмса. Ауторка не посвећује своје даровитости стварању узбуђења и потреса, већ уредном решењу једног убиства, при том конвенционалном, уместо тога...

Госпођица Кристи није само стручна техничарка и изузетно добра приповедачица, већ зна и тачан број наговештаја о стварном убици. У овом случају његов идентитет постаје још више збуњујући кроз списатељицину техничку памет у одабиру улоге коју ће играти у причи. Па ипак, њена необавезујућа карактеризација њега чини сасвим поштен поступак. Искусни читалац ће га вероватно уочити, али сигурно је рећи да ће често имати сумње док се прича буде одвијала сама.
Часопис Посматрач је високо похвалио роман, посебно лик Керолајн:
Нико није вештији од госпођице Кристи у варању лажним траговима и неважним стварима, а Убиство Роџера Акројда чита се без даха од првог до неочекиваног последњег поглавља. Жалосно је што је у две важне тачке - природи решења и употреби телефона - госпођица Кристи предвидела још један новији роман: истина је да се управо ово поље толико добро оре да је тешко пронаћи девичанске закрпе било где. Али причу госпођице Кристи од већине класе разликује кохерентност, разумност и чињеница да ликови живе и крећу се и имају своје биће: Керолајн која воли трачеве била би стицај за било који роман.
Часопис Шкот је открио да је заплет паметан и изворан:
Када на последњих десетак страница детективског романа госпођице Кристи дође одговор на питање: „Ко је убио Роџера Акројда?“. читалац ће осећати да је поштено или неправедно распродан. До тада је у мислима непрекидно балансирао вероватноће за или против осам или девет особа на које сумња упућује....Чини се да свако у причи има неку своју тајну коју крије, а чија је израда императив у постављању делова у слагалицу и на крају се испоставило да је сам лекар одговоран за највећу суздржаност. Прича се може препоручити као једна од најпаметнијих и најизворнијих те врсте.
Хауард Хекрафт је у свом делу из 1941. године, „Убиство са задовољством“ уврстио је роман у свој списак „најугаонијих камена“ најутицајнијих злочиначких романа икада написаних.
Роберт Барнард је у делу Дар за обману: Цењена Агата Кристи написао да је овај роман „Осим - и то је огромно „одвојено“ - од сензационалног решења, ово је прилично конвенционална Кристијева.“ Закључио је да је ово „класика, али постоје неки бољи [романи] Кристијеве“.
Џон Годард је направио детаљну анализу да ли Кристијева 'вара' својим сензационалним решењем и закључио да оптужба за варање не држи воду.
Лора Томпсон, списатељица биографије Кристијеве, написала је да је ово крајње детективски роман:
Убиство Роџера Акројда је врхунски, врхунски детективски роман. Почива на најелегантнијем од свих обрата, приповедачу за кога се открива да је убица. Овај преокрет није само функција заплета: он ставља читав концепт детективске фикције на арматуру и обликује је у блиставо нови облик. То није била сасвим нова замисао ... нити је то била потпуно њена сопствена замисао ... али схватила је да је то замисао коју вреди имати. И само је она то могла тако потпуно извући. Само је она имала потребну контролу, вољу да се одсуствује са ауторске сцене и пусти да њен заплет засија.‍:155–156
1944–46, амерички књижевни критичар Едмунд Вилсон напао је читав тајанствени жанр у низу од три рубрике у часопису Њујорчанин. Друга, у броју од 20. јануара 1945. године носила је наслов „Кога брига ко је убио Роџера Акројда?“, Иако не анализира роман. Уопште не воли тајанствене приче и за наслов свог дела изабрао је славни роман.
Пјер Бејар, професор књижевности и аутор текста о роману под називом Ко је убио Роџера Акројда?, Акројда Агате Кристи, предлажући резервно решење у другом крими роману. Он се залаже за другог убицу - Шепардову сестру Керолајн и каже да је Кристијева подсвесно знала ко је прави кривац.
Године 1990. Убиство Роџера Акројда заузело је пето место на списку Првих 100 криминалистичких романа свих времена по котирању чланова (свих писаца крими дела) Удружења злочиначких писаца у Британији. Сличан списак котирања направило је 1995. године друштво Писци тајанствених дела Америке, стављајући овај роман на дванаесто место.
Године 1999. роман је уврштен у Ле Мондеових 100 књига века објављених у француским новинама Ле Монде по избору читалаца са списка од 200.
Године 2013. Удружење злочиначких писаца прогласило је овај роман за најбољи роман УЗП-а. 600 чланова УЗП-а рекли су да је то "најбољи пример жанра икада написаног". То је камен темељац криминалистичке фантастике који „садржи један од најславнијих преокрета у повести писања злочина“. Анкета спроведена на 60. годишњицу УЗП-а такође је одала признање Агати Кристи као најбољој ауторки криминалистичких романа икада.
У часопису "Бинге!" у чланку Недељне забаве #1343–44 (26. децембра 2014 - 3. јануара 2015), писци су изабрали Убиство Роџера Акројда као „омиљену недељну забаву од Кристијеве“ на списку „Девет великих романа Кристијеве“.
Кристијева је касније признала да је лик Керолајн Шепард послужила као могућа претходница за њену познату детективку госпођицу Марпл.‍:433

## Развој
Кристијева је у својој аутобиографији из 1977. открила да јој је основну замисао романа дао њен зет Џејмс Вотс из Ебни хола који јој је предложио роман у којем ће злочинац бити лик као Доктор Вотсон за који је Кристијева сматрала да би био „изузетно изворна замисао“.‍:342
У марту 1924. године, Кристијева је такође примила нежељено писмо од лорда Маунтбатена. Он је био задивљен њеним претходним радовима и написао је, љубазношћу часописа Скица (издавач многих њених кратких прича у то време), замишљу и белешкама за причу чија је основна премиса одражавала предлог Вотса.‍:500 Кристијева је признала за писмо и након што је мало размислила, почело је да пише књигу, али према заплету свог проналаска. Такође је признала да ју је надахнуо злогласни случај неразјашњене смрти Чарлса Брава за кога је мислила да га је убио др. Џејмс Менби Гали.
У децембру 1969. године, Маунтбатен је поново писао Кристијевој пошто је погледао извођење представе Мишоловка. Споменуо је своје писмо из 1920-их, а Кристијева је одговорила признајући улогу коју је одиграо у концепцији књиге.‍:120–121

## Помињање у другим делима
- У роману Рептилска соба, друге књиге у Низу несрећних догађаја Лемонија Сникета, лик Сани Боделер у дечјег говора говори "Акројд!" уместо уобичајеног "Роџер!" што значи „примљено“.
- Роман Роџера Мургатројда са жанром загонетке закључен собе из 2006. године написан је као "славље-критика-пародија" романа Убиство Роџера Акројда.[25]

## Прилагођавања

### Позориште
Књига је била основа најранијег прилагођавања било ког дела Кристијеве када је прилагођена у представу Алиби, у прилагођавању Мајкла Мортона и њом је отворено позориште "Краљевић од Велса" у Лондону 15. маја 1928. године са 250 представа са Чарлсом Лофтоном у улози Поароа. Лофтон је такође играо у представи на Бродвеју, под називом Кобно алиби која је отворена у позоришту Бут 8. фебруара 1932. године. Америчка продукција није била тако успешна и затворена је након само 24 извођења.
Алиби је посебно запажен јер је подстрекао Кристијеву да напише своју прву представу Црна кафа. Кристијева је са својим псом Питером присуствовала пробама Алибија и сматрала да је његова "новина" пријатна.‍:277 Међутим, "била је довољно раздражена променама изворног дела па није хтела да напише своју драму."‍:277

### Филм

#### Алиби (1930)
Представа је претворена у први звучни филм заснован на делу Кристијеве. У трајању од 75 минута, премијерно је приказан 28. априла 1931. године у студију Твицкенхам Филм Студиос у продукцији Џулијуса К. Хејгена. Остин Тревор играо је Поароа, улогу коју је поново играо касније те године у екранизацији драме Кристијеве из 1930. године Црна кафа.

#### Пораоов неуспех (2002)
Године 2002. од приче је направљен руски филм под насловом Неудача Пуаро ("Поароов хеуспех"). Ова филмска варијанта је у целини била прилично верна изворној причи.

#### Убиство Куроида (2018)
Убиство Роџера Акројда прилагођен је као 190-оминутна драма емитована у Јапану на телевизији Фуџи 14. априла 2018. године као посебна драма под називом „Убиство Куроида“ (на јапанском: 黒 井 戸 殺 し (Куроидо гороши)).

### Радио
- Орсон Велс је роман прилагодио као једночасовну радијску представу за епизоду "Кембеловог позорја" 12. новембра 1939. године. Велс је играо и доктора Шепарда и Херкула Поароа. Представу је прилагодио Херман Џ. Манкевиц у продукцији Велса и Џона Хаусмана, а у режији Велса.[27]‍:355[28]
- Роман је такође прилагођен као радијска представа у трајању од сат и по за ББЦ Радио 4 која је први пут емитована 24. децембра 1987. Џон Мофат је први пут тумачио Поароа. Представа је емитована у 19.45 и снимљена је 2. новембра исте године, а прилагодио ју је Мајкл Бејквел, а продуцирао Енид Вилијамс.

### Телевизија
Убиство Роџера Акројда прилагођено је као 103-минутна драма емитована у Великој Британији на ИТВ-у у недељу 2. јануара 2000. године као посебна епизода у њиховој серији Поаро. У овој екранизацији, Поароов помоћник је главни инспектор Џап (који се пјављује уместо инспектора Реглана), а не др. Шепард па је он био само још једнан од осумњичениx. Међутим, дневник др. Шепарда задржан је као претпостављени извор Поароовог гласовног приповедања и чини саставни део разјешњења. Заплет значајно одступа од књиге, а међу изменама је и то да је Шепард неколико пута прегазио Паркера својим колима и извршио самоубиство пиштољем након јурњаве кроз фабрику. Акројд је промењен у старијег шкртца који поседује хемијску фабрику и који се многима не свиђа. Госпођа Акројд, Роџерова снаја, такође није тако лукава као у књизи и добила је име "Вера", а Паркерово име се не помиње. Ралф Пејтон није капетан. Ликови пуковника Мелроуза, мајора Хектора Бланта, Елизабет Расел и Чарлсa Кентa се на појављују. Снимање се одвијало у дворцу "Комб" у Вилтшајру.

### Графички роман
Издавачка кућа "HarperCollins" је издала Убиство Роџера Акројда као графичко прилагођавање романа 20. августа 2007. године које је прилагодио и илустровао Бруно Лакард ( 0-00-725061-4). Оно је преведено из издања ком је "Издање Емануел Пруст" први пут објавило у Француској 2004. под насловом Le Meurtre de Roger Ackroyd.